# Comuna Saborsko, Karlovac
Saborsko este o comună în cantonul Karlovac, Croația, având o populație de 632 de locuitori (2011).

## Demografie
Componența etnică a comunei Saborsko
     Croați (77,37%)
     Sârbi (21,52%)
     Necunoscut (0,16%)
     Neclasificat (0,47%)
Componența confesională a comunei Saborsko
     Catolici (76,27%)
     Ortodocși (21,68%)
     Religii orientale (1,27%)
     Necunoscută (0,16%)
     Alte religii (0,63%)
Conform recensământului din 2011, comuna Saborsko avea 632 de locuitori. Din punct de vedere etnic, majoritatea locuitorilor (77,37%) erau croați, cu o minoritate de sârbi (21,52%). Apartenența etnică nu este cunoscută în cazul a 0,16% din locuitori. Din punct de vedere confesional, majoritatea locuitorilor (76,27%) erau catolici, existând și minorități de ortodocși (21,68%) și de religii orientale (1,27%). Pentru 0,16% din locuitori nu este cunoscută apartenența confesională.